# Hylaeus basilautus
Hylaeus basilautus är en biart som först beskrevs av Rayment 1953.  Hylaeus basilautus ingår i släktet citronbin, och familjen korttungebin. Inga underarter finns listade i Catalogue of Life.

## Bildgalleri

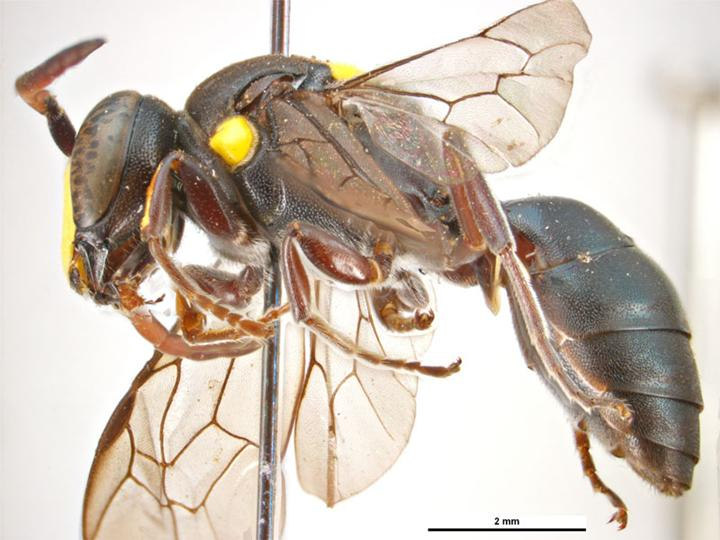